# Hafjell
Hafjell (1065 m ö.h.) är ett fjäll i Øyers kommun i Oppland fylke. Hafjell Alpinsenter är byggt från Hafjell och ned till Åsletta.

## Hafjell Alpinsenter
Hafjell Alpinsenter ligger vid ingången till Gudbrandsdalen, 15 kilometer norr om Lillehammer. Det olympiska pistnätet vidareutvecklades till totalt 30 nedfarter inför Olympiska vinterspelen 1994. 15 skidliftar betjänar de 835 höjdmeterna från dal till topp. Hafjells varumärke är långa pister, bra snö och många soldagar. En normal säsong varar från mitten av november till slutet av april, alternativt sommarsäsongen som erbjuder mycket välpreparerad utförscykling med bra variation på lederna. Liftarna öppnar i slutet av maj och stänger igen i slutet av september.